# 수리둥지

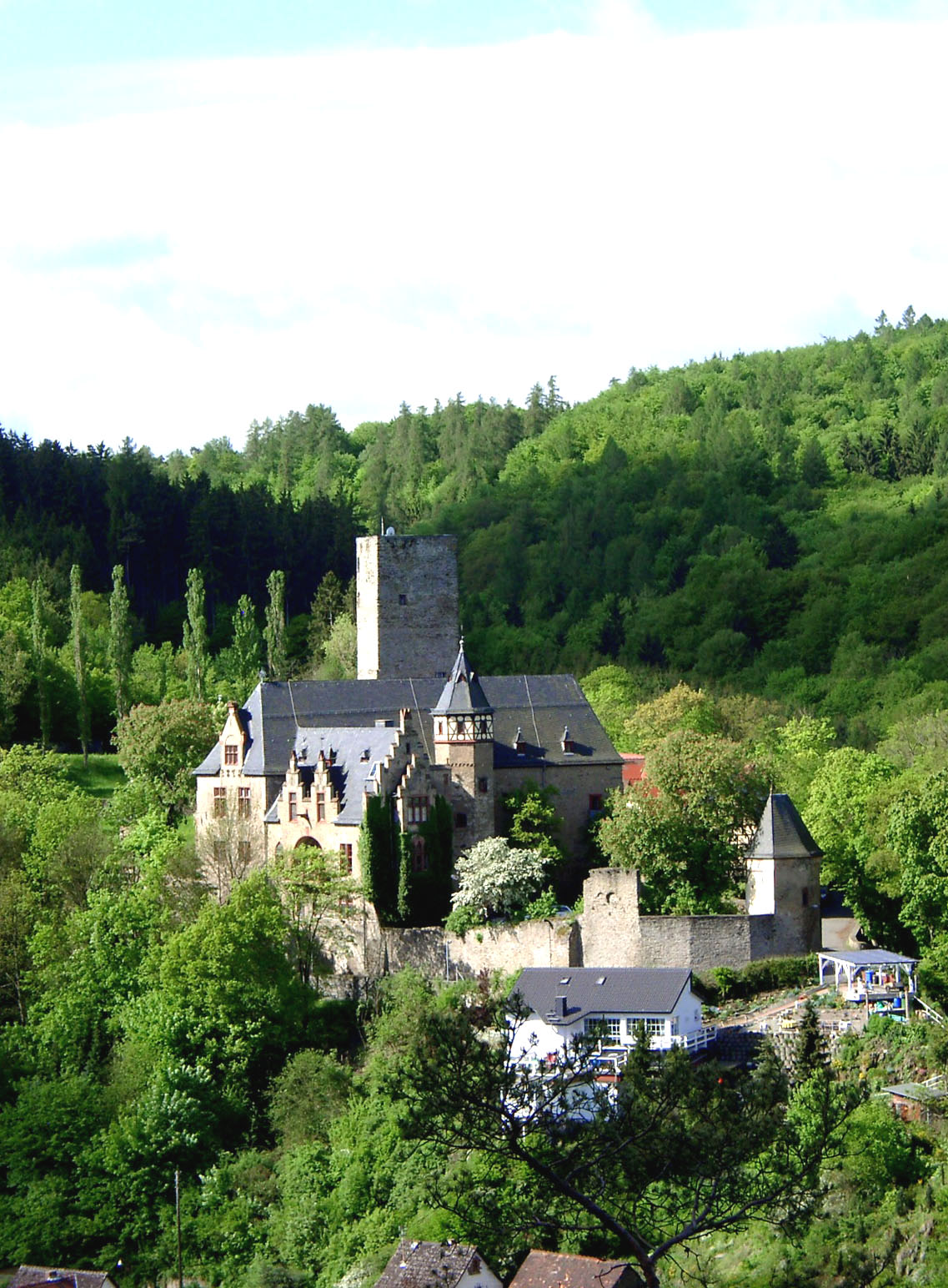
크란즈베르크 성. 이 성의 뒤쪽에 수리둥지 엄폐호의 입구가 지어졌고 그 지하에 복잡한 엄폐호가 건설되었다.

수리둥지(독일어: Adlerhorst)는 제2차 세계 대전 때 지어진 독일의 엄폐호 복합체다. 헤센의 타우누스산맥 산골짜기 농촌지역에 건설되었다.
알베르트 슈페어가 처음 히틀러의 주요 군사지휘기지로서 설계했으나 1940년 2월 히틀러가 영국 본토 항공전 지휘본부로 헤르만 괴링에게 넘겨줬다. 이후 히틀러가 쓴 것은 1944년 연말에서 1945년 연초의 아르덴 대공세 때 뿐이다.